# 董雲裳
董雲裳（英語：Susan Ashton Thornton），美國外交官，2017年至2018年間以美國國務院東亞暨太平洋事務局首席副助理國務卿身分代理美國國務院亞太助卿一職。

## 略歷
董雲裳進入國務院工作前，曾於約翰·霍普金斯大學保羅·H·尼采高級國際研究學院的外交政策研究所，並曾於該所研究蘇聯政治、當代俄語，女兒出生於台灣，能口說俄語和漢語。她作為1991年起入院工作的職業外交官，歷經美國駐土庫曼大使館副館長、國務院亞太局中國暨蒙古事務處副處長、韓國事務處經濟組長等職，曾任駐華大使館一等秘書、駐成都總領事館政治經濟處長以及駐亞美尼亞大使館、駐哈薩克大使館等地的派遣經驗。代理亞太助卿前，在國務院亞太局內的高階職務包括中蒙台事務副助卿（2014年7月—2016年）及首席副助卿（2016年2月至2018年，任上仍負責中蒙台相關事務）。

## 政治立場
董雲裳長期居於中國事務和亞洲事務領域，在華盛頓外交圈中對華立場相對溫和，長期認為美國許多民眾和政治人物將中國事務作一種簡單化的了解，同時在表面解析了中國崛起對於亞洲區域國家內心的意涵和影響，忽視了過多深層事務。2019年起中美爭端白熱化發展，董雲裳接受《南华早报》訪問表示美國川普任內兩黨都連續在對華事務犯錯，包含涉香港法案等，從事外交工作超過25年的她表示現在“我看不懂他们认为自己在耍什么把戏。”認為決策圈太多人受到誤導訊息同時沒有深層戰略思考下就做出很多動作，結果面对中国崛起美国采取了“损人不利己”的方针，她表示現在一些美國人有种误解，认为历届美国政府都因为与中国进行接触和合作而浪费了让中国保持“软弱和贫穷”的机会。她说：“这种观点的问题在于，它假设我们本可采取某种行动来改变中国結局。”但這種假設真的存在嗎，還是僅為一廂情願的一種想像。當一个拥有14亿人口的国家为了自身发展而全力衝刺，任何試圖阻止的計畫最後都不會成功，應該开展富有建设性合作尋求一些引導中國行為的機會也許能開拓美國利益，但現在這些機會在錯誤戰略中永遠喪失，大量中國人永不會忘記美國在其崛起過程採取的敵視和阻擾，沒人去思考這在最後會導致什麼樣的一種未來。
2018年8月董雲裳曾接受國務卿提勒森提名擔任亞太助卿，但其立場遭參議院議員認為未能與時俱進、過度軟弱，提名作業暫停。董雲裳離職後的首席副助卿遺缺由亞太局東南亞副助卿馬博智（前駐廣州總領事館領事官）接替，並暫代亞太助卿。